# جولی بنت
جولی بنت (انگلیسی: Julie Bennett) (زاده ۲۴ ژانویه ۱۹۳۲ – درگذشته ۳۱ مارس ۲۰۲۰) بازیگر و صداپیشه اهل ایالات متحده آمریکا بود. وی بین سال‌های ۱۹۴۷ تا ۲۰۰۰ میلادی فعالیت می‌کرد.
جولی بنت در ۳۱ مارس ۲۰۲۰ بر اثر ابتلا به بیماری کروناویروس ۲۰۱۹ در سن ۸۸ سالگی درگذشت.